# Atmosfera di Titano
Titano è l'unico satellite naturale del sistema solare a possedere un'atmosfera sviluppata; la sua scoperta risale al 1944, quando Gerard Kuiper, facendo uso di tecniche spettroscopiche, stimò la pressione parziale del metano in 10 kPa. In seguito, le osservazioni condotte da distanza ravvicinata nell'ambito del programma Voyager hanno permesso di determinare che l'atmosfera titaniana è quattro volte più densa di quella terrestre, e le sue imponenti formazioni nuvolose rendono impossibile l'osservazione diretta della superficie. La foschia visibile nell'immagine a fianco contribuisce a sostenere un effetto serra al contrario, che, aumentando l'albedo del satellite e riflettendo la luce incidente nello spazio, ne diminuisce la temperatura superficiale. Sulla superficie la sonda Huygens ha rilevato una temperatura di -179 °C e una umidità del 45%.

## Composizione atmosferica
L'atmosfera titaniana è l'unica del sistema solare oltre a quella terrestre a mostrare una grande preponderanza dell'azoto, presente in ragione del 98,4%. Il rimanente 1,6% è composto da metano e da tracce di idrocarburi (etano, diacetilene, metilacetilene, cianoacetilene, acetilene, diacetilene, propano), di argon, di monossido e diossido di carbonio, di cianogeno, di acido prussico, di elio e cianuro di vinile. Si ritiene che gli idrocarburi abbiano origine nell'alta atmosfera, come risultato di reazioni chimiche che avvengono tra le molecole di metano innescate dalla radiazione ultravioletta proveniente dal Sole; come risultato, il satellite appare avvolto da una spessa coltre di smog arancione.
Titano non possiede un campo magnetico e lungo la sua orbita viene periodicamente a trovarsi all'esterno di quello di Saturno, ed è dunque esposto direttamente al vento solare. Si ritiene che questo potrebbe indurre la ionizzazione e la perdita di alcune molecole presenti nell'alta atmosfera.

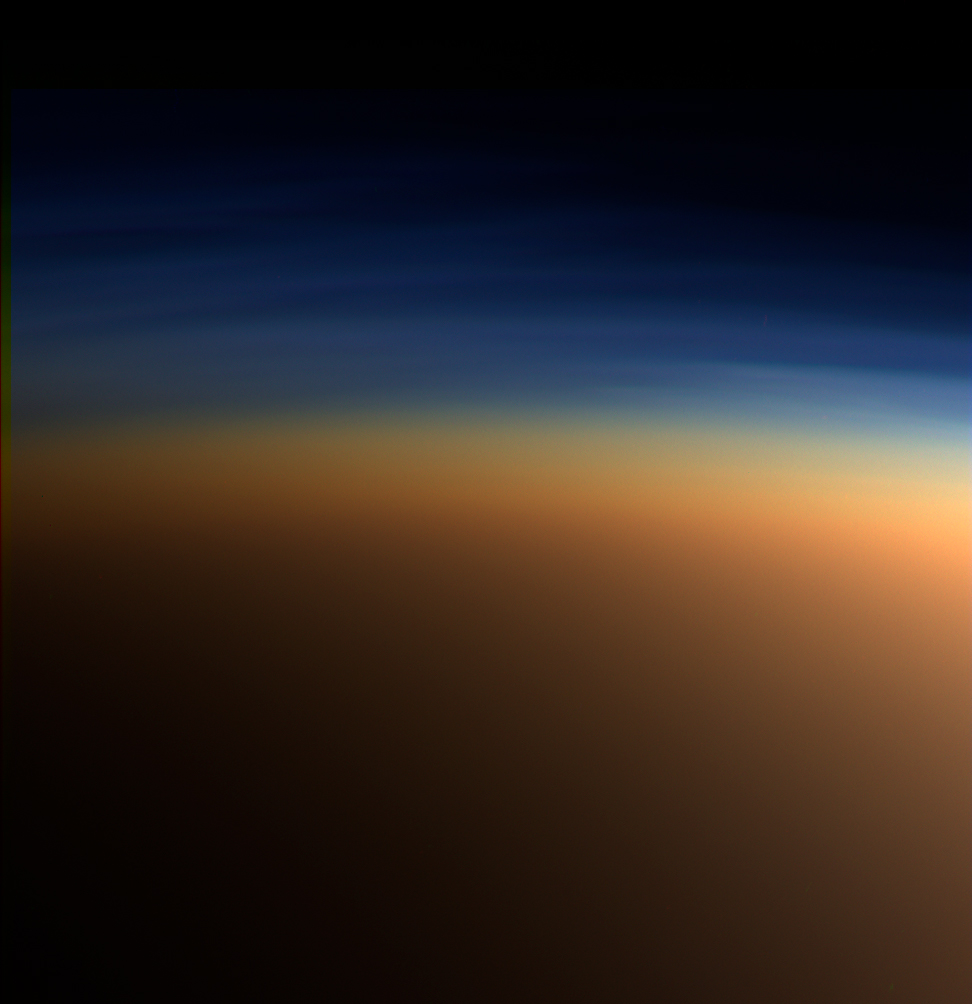
Nubi e strutture atmosferiche su Titano.
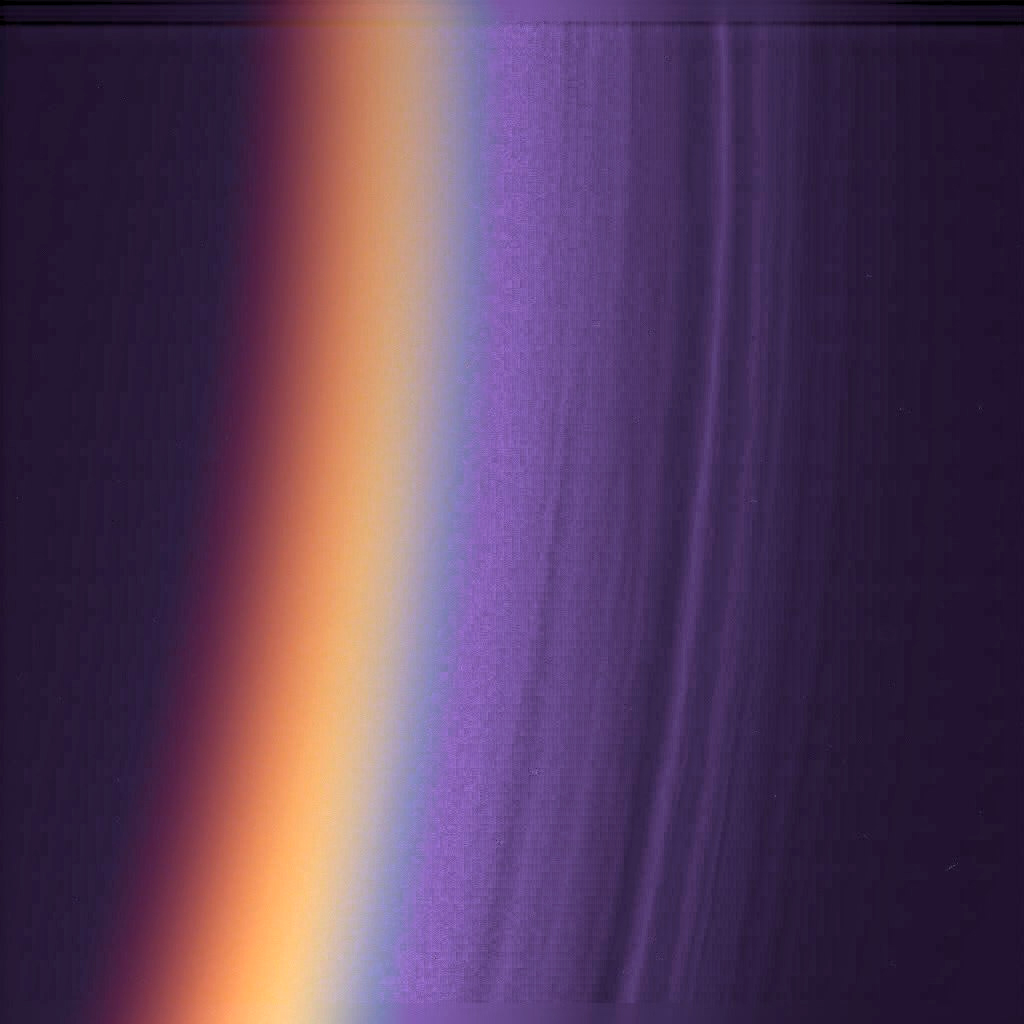
Le foschie di Titano nell'ultravioletto.
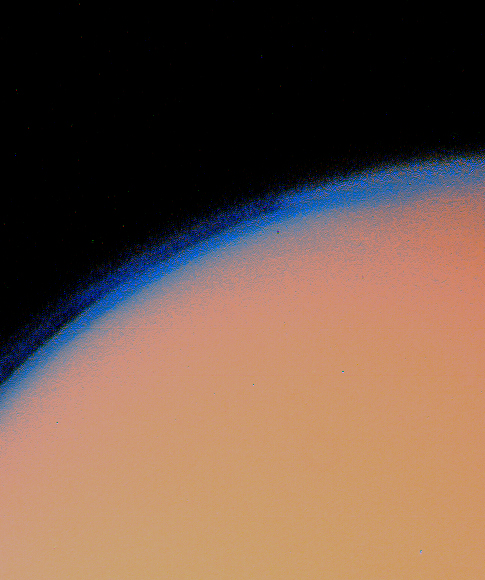
Le nubi di Titano viste da Voyager 1 (1980).
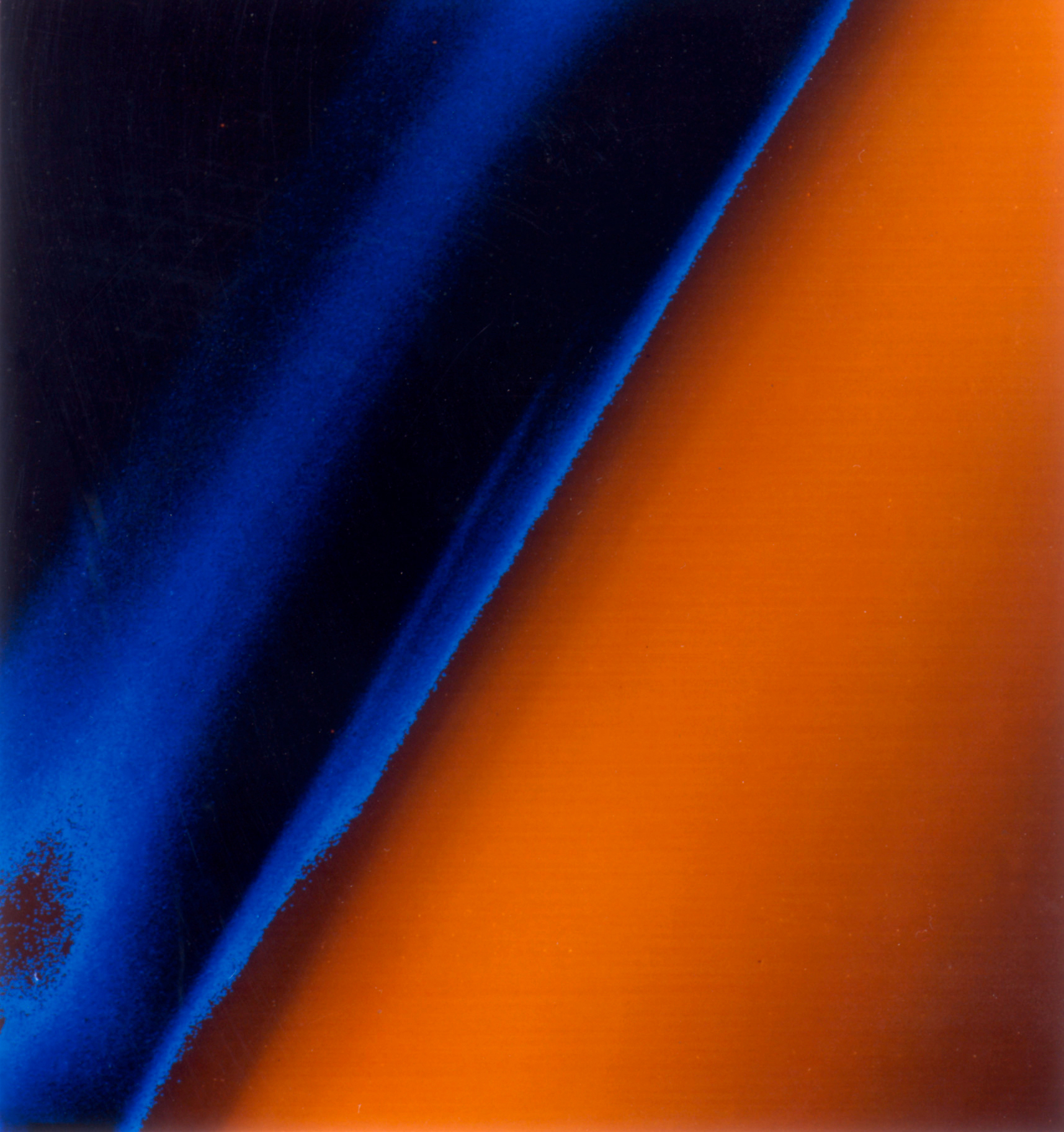
Immagine in falsi colori del Voyager 1.

## Bassa atmosfera

Sequenza di immagini che mostra nubi di metano in movimento sopra al Ligeia Mare.

La temperatura superficiale di Titano è mediamente pari a 94 K; a questa temperatura il ghiaccio d'acqua non sublima, e per questo motivo l'atmosfera titaniana è praticamente priva di vapore acqueo. Le nubi sparse che generano la foschia caratteristica del satellite sono probabilmente composte di metano, etano o altri composti organici semplici; molecole più complesse, presenti in piccole quantità, sono responsabili della caratteristica colorazione arancione di Titano.
Sopra le nuvole di metano che caratterizzano la bassa atmosfera, ad un'altitudine di 160-210 km, è stata rilevata una nube particolarmente tossica costituita da acido cianidrico (HCN) e benzene, sostanze che piuttosto che stratificarsi sembra si siano condensate formando anomale particelle di ghiaccio. La nube è stata osservata dallo strumento CIRS (Composite Infrared Spectrometer) della sonda Cassini.

## Visibilità del Sole
La spessa atmosfera di Titano impedisce alla maggior parte della radiazione solare incidente di raggiungere la superficie; lo stesso lander europeo Huygens, atterrato il 25 dicembre 2004, durante la discesa non è stato in grado di individuare la direzione del Sole, e dunque con ogni probabilità lo stesso Saturno è sempre invisibile dalla superficie del satellite.

## Le scoperte del modulo Huygens

Grafico che descrive la temperatura, la pressione ed altri aspetti dell'atmosfera e del clima di Titano. Gli strati di foschia nell'atmosfera abbassano la temperatura nelle zone più basse, mentre il metano alza la temperatura sulla superficie. I criovulcani eruttano metano nell'atmosfera, che ricade sulla superficie sotto forma di pioggia, formando dei laghi.

Le analisi svolte dal lander Huygens indicano che l'atmosfera di Titano è periodicamente sede di piogge di metano liquido e di altri composti organici. È possibile che parti della superficie del satellite siano ricoperte da un precipitato organico noto come tolina, sebbene non vi siano prove definitive al riguardo.
Sono anche state rilevate tracce di argo 40, probabilmente frutto di fenomeni di natura criovulcanica che producono una lava di ghiaccio d'acqua ed ammoniaca . Un'analisi successiva delle fotografie scattate dal lander durante la discesa ha permesso di individuare un vulcano nell'atto di emettere metano nell'atmosfera; il criovulcanismo è probabilmente la fonte principale di tale composto organico su Titano.

## Meteorologia
Le immagini scattate dalla sonda Cassini nell'ottobre 2004 hanno permesso di individuare nubi di alta quota in prossimità del polo sud del satellite, ma inaspettatamente la loro composizione si è rivelata differente dal metano.
Altre osservazioni svolte dalla Cassini hanno permesso di determinare che l'atmosfera di Titano, analogamente a quella di Venere, ruota assai più rapidamente della superficie planetaria.
Osservazioni all'infrarosso effettuate tramite i Telescopi Keck e il Very Large Telescope hanno mostrato che sul satellite si sviluppano frequenti piogge di metano. Questo fa pensare che sul satellite si sia sviluppato un completo ciclo del metano che provvede ad alimentare i laghi di metano che si trovano sulla superficie.